# Naevius zongo
Espèce
Naevius zongo est une espèce d'araignées aranéomorphes de la famille des Macrobunidae.

## Distribution
Cette espèce est endémique du département de La Paz en Bolivie,. Elle se rencontre vers Zongo.

## Description
Le mâle holotype mesure 2,75 mm et la femelle paratype 3,65 mm.

## Systématique et taxinomie
Cette espèce a été décrite par Brescovit et Bonaldo en 1996.

## Étymologie
Son nom d'espèce lui a été donné en référence au lieu de sa découverte, Zongo.

## Publication originale
- Brescovit & Bonaldo, 1996 : « Two new species of the genus Naevius Roth (Arachnida, Araneae, Desidae). » Spixiana, vol. 19, no 3, p. 233-238 (texte intégral).